# Монтибеллер, Розамария
Розамария Монтибеллер (Rosamaria Montibeller; род. 9 апреля 1994, Нова-Тренту, штат Санта-Катарина, Бразилия) — бразильская волейболистка, нападающая (диагональная и доигровщица).

## Биография
Родилась в Нова-Тренту в семье с итальянскими корнями. Волейболом начала заниматься в 9-летнем возрасте в спортивной школе родного города. В 2010 заключила первый профессиональный контракт с командой «АБЕЛ Мода» из Бруски, в составе которой дебютировала в суперлиге чемпионата Бразилии. С 2011 неизменно играла за сильнейшие национальные команды. 3-кратный призёр чемпионатов Бразилии, обладатель Кубка страны, победитель клубного чемпионата Южной Америки. С 2021 выступает в Италии. В 2022 в составе «Игор Горгондзолы» из Новары стала серебряным призёром чемпионата и Кубка Италии. С 2022 — игрок команды «Унет-Ямамай» (Бусто-Арсицио).
В 2010—2015 Розамария играла за сборные Бразилии разных возрастов, с которыми 6 раз становилась победителем и призёром мировых и континентальных первенств среди молодёжных и юниорских команд. В 2013 дебютировала в национальной команде, приняв участие в розыгрыше Панамериканского Кубка. Бразильская команда на этом турнире состояла в основном из молодых волейболисток.
Полноценный дебют спортсменки в сборной Бразилии относится к 2015 году, когда Розамария стала серебряным призёром Панамериканских игр. С 2017 практически неизменно выступает за главную команду страны, трижды выиграв в её составе золотые награды на официальных соревнованиях континентального и мирового уровня (Гран-при-2017 и чемпионаты Южной Америки 2017, 2021 и 2023). Серебряный призёр Олимпийских игр 2020, серебряный призёр чемпионата мира 2022.

### Клубная карьера
- …—2010 —  «Нова-Тренту» — молодёжная команда;
- 2010—2011 —  «АБЕЛ Мода» (Бруски);
- 2011—2013 —  «Сан-Каэтану» (Сан-Каэтану-ду-Сул);
- 2013—2014 —  «Кампинас»;
- 2014—2015 —  «Пиньейрос» (Сан-Паулу);
- 2015—2018 —  «Минас» (Белу-Оризонти);
- 2018—2019 —  «Дентил/Прая Клубе» (Уберландия);
- 2019—2020 —  «Барточчини» (Перуджа);
- 2020—2021 —  «Эпиу» (Казальмаджоре);
- 2021—2022 —  «Игор Горгондзола» (Новара);
- 2022-2023 —  «Унет-Ямамай» (Бусто-Арсицио);
- с 2023 —  «Дэнсо Эйрибис» (Нисио).

## Достижения

### Со сборными Бразилии
- серебряный призёр Олимпийских игр 2020;
  - бронзовый призёр Олимпийских игр 2024.
- серебряный призёр чемпионата мира 2022.
- серебряный призёр розыгрыша Всемирного Кубка чемпионов 2017.
- чемпионка Мирового Гран-при 2017.
- 3-кратный серебряный призёр Лиги наций — 2021, 2022, 2025.
- серебряный призёр Панамериканских игр 2015.
- 3-кратная чемпионка Южной Америки — 2017, 2021, 2023.
- чемпионка мира среди старших молодёжных команд 2015.
- чемпионка Южной Америки среди старших молодёжных команд 2014.
- победитель розыгрыша Панамериканского Кубка среди старших молодёжных команд 2012.
- бронзовый призёр чемпионата мира среди молодёжных команд 2013.
- чемпионка Южной Америки среди молодёжных команд 2012.
- чемпионка Южной Америки среди девушек 2010.

### С клубами
- серебряный (2019) и двукратный бронзовый (2016, 2018) призёр чемпионатов Бразилии.
- победитель (2015) и двукратный серебряный призёр (2017, 2019) розыгрышей Кубка Бразилии.
- обладатель Суперкубка Бразилии 2018.
- серебряный призёр чемпионата Италии 2022.
- серебряный призёр розыгрыша Кубка Италии 2022.

- чемпионка Южной Америки среди клубных команд 2018;
  - серебряный призёр клубного чемпионата Южной Америки 2019.

### Индивидуальные
- 2012: лучшая нападающая молодёжного чемпионата Южной Америки.
- 2015: лучшая диагональная нападающая чемпионата мира среди старших молодёжных команд.
- 2018: лучшая нападающая-доигровщица (одна из двух) клубного чемпионата Южной Америки.